# Nurul Izzah Izzati Mohd Asri
Nurul Izzah Izzati Mohd Asri (* 11. September 2003 in Sungai Petani) ist eine malaysische Bahnradsportlerin, die auf die Kurzzeitdisziplinen spezialisiert ist.

## Sportlicher Werdegang
2022 wurde Nurul Izzah Izzati Mohd Asri Asienmeisterin im 500-Meter-Zeitfahren, im Keirin errang sie Silber. Im Jahr darauf wurde sie bei den Asienmeisterschaften Zweite im Zeitfahren und bei den Asienspielen mit Nurul Aliana Syafika Azizan und Anis Amira Rosidi Dritte im Teamsprint. Bei den Asien-Meisterschaften 2024 gewann sie vier Medaillen: In Keirin und im Zeitfahren wurde sie Asienmeisterin.
Beim Lauf des UCI Track Cycling Nations’ Cup 2024 im kanadischen Milton wurde Nurul Mohd Asri Achte im Keirin und erreichte im Sprint die zweite Runde. Damit gelang ihr die Qualifikation für die Olympischen Spiele in Paris. Heimische Journalisten gaben ihr daraufhin – in Anlehnung an ihren Landsmann Azizulhasni Awang – den Beinamen „Pocket Rocketwoman“. Sie war nach Fatehah Mustapa, die an den Olympischen Spielen in Rio de Janeiro teilgenommen hatte, die zweite Frau aus Malaysia, die bei Olympischen Spielen im Bahnradsport startete. Laut ihrem Trainer John Beasley jr. wurden keine Medaillen von ihr in Paris erwartet, da die Olympischen Spiele 2028 in Los Angeles das eigentliche Ziel seien. Bei den Spielen in Paris schied sie im Sprint und im Keirin jeweils im Hoffnungslauf aus.

## Erfolge

### Bahn
2021
- Malaysische Meisterin – Teamsprint (mit)
- Malaysische Meisterin (Junioren) – Sprint, Keirin, Zeitfahren (mit Phi Kun Pan und Syarifah Nuraisyah Umairah Syed Yusoff)

2022
- Asienmeisterin – 500-Meter-Zeitfahren
- Asienmeisterschaft – Keirin
- Malaysische Meisterin – Sprint, Teamsprint (mit Phi Kun Pan und Syarifah Nuraisyah Umairah Syed Yusoff)

2023
- Asienmeisterschaft – 500-Meter-Zeitfahren
- Asienspiele – Teamsprint (mit Nurul Aliana Syafika Azizan und Anis Amira Rosidi)
- Malaysische Meisterin – Sprint, Keirin, 500-Meter-Zeitfahren, Teamsprint (mit Phi Kun Pan und Nurul Nabilah Mohd Asri), Mannschaftsverfolgung (mit Phi Kun Pan und Nurul Nabilah Mohd Asri und Anis Natasya Ahmad)

2024
- Asienmeisterin – Keirin, 500-Meter-Zeitfahren
- Asienmeisterschaft – Teamsprint (mit Anis Amira Rosidi und Nurul Aliana Syafika Azizan)
- Asienmeisterschaft – Sprint
- Malaysische Meisterin – Sprint, Keirin, 500-Meter-Zeitfahren, Teamsprint (mit Nur Fitrah Shaari und Nurul Nabilah Mohd Asri)

2025
- Asienmeisterin – Zeitfahren, Keirin
- Asienmeisterschaft – Teamsprint (mit Anis Amira Rosidi und Nur Alyssa Mohd Farid)
- Asienmeisterschaft – Sprint
- Malaysische Meisterin – Zeitfahren, Sprint, Teamsprint (mit Phi Kun Pan und Nurul Nabilah Mohd Asri)